# Victoria Pendleton
Victoria Louise Pendleton (Stotfold, 24 settembre 1980) è un'ex pistard britannica, vincitrice di due medaglie d'oro olimpiche (2008 e 2012) e di nove titoli mondiali.
Specialista delle gare veloci, in coppia con Jessica Varnish detenne per quasi due mesi, tra febbraio e aprile 2012, il record del mondo della velocità a squadre femminile (32"754).

## Palmarès
- 2002

Campionati britannici, 500 metri
Campionati britannici, Velocità
- 2003

4ª prova Coppa del mondo, Scratch (Sydney)
Campionati britannici, 500 metri
Campionati britannici, Keirin
Campionati britannici, Scratch
Campionati britannici, Velocità
- 2004

3ª prova Coppa del mondo, Velocità (Manchester)
Campionati britannici, 500 metri
Campionati britannici, Velocità
2ª prova Coppa del mondo 2004-2005, Keirin (Los Angeles)
- 2005

Campionati del mondo, Velocità
Campionati britannici, 500 metri
Campionati britannici, Keirin
Campionati britannici, Scratch
Campionati britannici, Velocità
2ª prova Coppa del mondo 2005-2006, Velocità (Manchester)
- 2006

Giochi del Commonwealth, Velocità
Campionati britannici, 500 metri
Campionati britannici, Keirin
Campionati britannici, Scratch
Campionati britannici, Velocità
2ª prova Coppa del mondo 2006-2007, Keirin (Mosca)
- 2007

4ª prova Coppa del mondo 2006-2007, Velocità (Manchester)
4ª prova Coppa del mondo 2006-2007, 500 metri (Manchester)
4ª prova Coppa del mondo 2006-2007, Keirin (Manchester)
Campionati del mondo, Velocità a squadre (con Shanaze Reade)
Campionati del mondo, Velocità
Campionati del mondo, Keirin
Campionati britannici, 500 metri
Campionati britannici, Keirin
Campionati britannici, Velocità
1ª prova Coppa del mondo 2007-2008, Keirin (Sydney)
- 2008

4ª prova Coppa del mondo 2007-2008, Velocità a squadre (Copenaghen, con Shanaze Reade)
Campionati del mondo, Velocità a squadre (con Shanaze Reade)
Campionati del mondo, Velocità
Campionati britannici, Keirin
Campionati britannici, Velocità
Campionati britannici, Velocità a squadre (con Anna Blyth)
Giochi olimpici, Velocità
1ª prova Coppa del mondo 2008-2009, Velocità (Manchester)
1ª prova Coppa del mondo 2008-2009, 500 metri (Manchester)
1ª prova Coppa del mondo 2008-2009, Keirin (Manchester)
- 2009

5ª prova Coppa del mondo 2008-2009, Velocità (Copenaghen)
Campionati del mondo, Velocità
Campionati britannici, 500 metri
Campionati britannici, Keirin
Campionati britannici, Velocità
1ª prova Coppa del mondo 2009-2010, Velocità (Manchester)
- 2010

Campionati del mondo, Velocità
Campionati britannici, 500 metri
Campionati britannici, Keirin
Campionati britannici, Velocità
2ª prova Coppa del mondo 2010-2011, Velocità a squadre (Cali, con Jessica Varnish)
2ª prova Coppa del mondo 2010-2011, Keirin (Cali)
- 2011

Campionati britannici, Velocità a squadre (con Jessica Varnish)
Campionati europei, Velocità a squadre (con Jessica Varnish)
Campionati europei, Keirin
- 2012

4ª prova Coppa del mondo 2011-2012, Velocità a squadre (Londra, con Jessica Varnish)
Campionati del mondo, Velocità

### Altri successi
- 2007

Classifica generale Coppa del mondo 2006-2007, Velocità
- 2011

Classifica generale Coppa del mondo 2010-2011, Velocità

## Piazzamenti

### Competizioni mondiali
- Campionati del mondo

Stoccarda 2003 - 500 metri: 7ª
Stoccarda 2003 - Velocità: 4ª
Melbourne 2004 - 500 metri: 10ª
Melbourne 2004 - Velocità: 4ª
Los Angeles 2005 - 500 metri: 5ª
Los Angeles 2005 - Velocità: vincitrice
Bordeaux 2006 - 500 metri: 4ª
Bordeaux 2006 - Velocità: 2ª
Palma di Maiorca 2007 - Velocità a squadre: vincitrice
Palma di Maiorca 2007 - Velocità: vincitrice
Palma di Maiorca 2007 - Keirin: vincitrice
Manchester 2008 - Velocità a squadre: vincitrice
Manchester 2008 - Velocità: vincitrice
Manchester 2008 - Keirin: 2ª
Pruszków 2009 - 500 metri: 3ª
Pruszków 2009 - Velocità a squadre: 2ª
Pruszków 2009 - Velocità: vincitrice
Pruszków 2009 - Keirin: 11ª
Ballerup 2010 - Velocità a squadre: 4ª
Ballerup 2010 - Velocità: vincitrice
Ballerup 2010 - Keirin: 2ª
Apeldoorn 2011 - Velocità a squadre: 2ª
Apeldoorn 2011 - Velocità: 3ª
Apeldoorn 2011 - Keirin: 7ª
Melbourne 2012 - Velocità a squadre: 4ª
Melbourne 2012 - Velocità: vincitrice
Melbourne 2012 - Keirin: 12ª
- Giochi olimpici

Atene 2004 - 500 metri: 6ª
Atene 2004 - Velocità: 9ª
Pechino 2008 - Velocità: vincitrice
Londra 2012 - Velocità a squadre: 8ª
Londra 2012 - Velocità: 2ª
Londra 2012 - Keirin: vincitrice
- Giochi del Commonwealth

Melbourne 2006 - 500 metri: 2ª
Melbourne 2006 - Velocità: vincitrice